# Gardenia pterocalyx
Gardenia pterocalyx är en måreväxtart som beskrevs av Theodoric Valeton. Gardenia pterocalyx ingår i släktet Gardenia och familjen måreväxter. Inga underarter finns listade i Catalogue of Life.